# Glomera
Glomera là một chi thực vật có hoa trong họ Lan. Chúng có thể được thấy ở Lào, Indonesia, Philippines, New Guinea và Melanesia.

## Các loài
- Glomera acicularis  Schltr. (1912)
- Glomera acuminata  J.J.Sm. (1911)
- Glomera acutiflora  (Schltr.) J.J.Sm. (1912)
- Glomera adenandroides  (Schltr.) J.J.Sm. (1912)
- Glomera adenocarpa  (Schltr.) J.J.Sm. (1912)
- Glomera affinis  J.J.Sm. (1912)
- Glomera albiviridis  P.Royen (1979)
- Glomera amboinensis  (Ridl.) J.J.Sm. (1908)
- Glomera angiensis  J.J.Sm. (1917)
- Glomera asperata  Schltr. (1922)
- Glomera aurea  Schltr. (1912)
- Glomera bambusiformis  Schltr. (1912)
- Glomera bismarckiensis  J.J.Sm. (1912)
- Glomera bougainvilleana  Ormerod (1995)
- Glomera brachychaete  (Schltr.) J.J.Sm. (1912)
- Glomera brevipetala  J.J.Sm. (1911)
- Glomera calocephala  Schltr. (1921)
- Glomera carnea  J.J.Sm. (1910)
- Glomera carolinensis  L.O.Williams (1939)
- Glomera celebica  (Schltr.) J.J.Sm. (1912)
- Glomera compressa  J.J.Sm. (1911)
- Glomera confusa  J.J.Sm. (1912)
- Glomera conglutinata  J.J.Sm. (1911)
- Glomera cyatheicola  P.Royen (1979)
- Glomera dekockii  J.J.Sm. (1911)
- Glomera dentifera  J.J.Sm. (1908)
- Glomera dependens  (Schltr.) J.J.Sm. (1912)
- Glomera diosmoides  (Schltr.) J.J.Sm. (1912)
- Glomera dischorensis  (Schltr.) J.J.Sm. (1912)
- Glomera distichifolia  Ormerod (1996)
- Glomera dubia  J.J.Sm. (1914)
- Glomera elegantula  (Schltr.) J.J.Sm. (1908)
- Glomera emarginata  Kores (1989)
- Glomera ericifolia  Ridl. (1916)
- Glomera erythrosma  Blume (1825)
- Glomera flaccida  (Schltr.) J.J.Sm. (1912)
- Glomera flammula  Schltr. (1912)
- Glomera fransseniana  J.J.Sm. (1914)
- Glomera fruticula  J.J.Sm. (1911)
- Glomera fruticulosa  Schltr. (1912)
- Glomera fusca  (Schltr.) J.J.Sm. (1934)
- Glomera gamosepalata  P.Royen (1979)
- Glomera geelvinkensis  J.J.Sm. (1915)
- Glomera glomeroides  (Schltr.) J.J.Sm. (1912)
- Glomera goliathensis  J.J.Sm. (1911)
- Glomera graminifolia  Schltr. (1922)
- Glomera grandiflora  J.J.Sm. (1910)
- Glomera hamadryas  (Schltr.) J.J.Sm. (1908)
- Glomera hubrechtiana  J.J.Sm. (1929)
- Glomera hunsteiniana  (Schltr.) J.J.Sm. (1934)
- Glomera imitans  (Schltr.) J.J.Sm. (1912)
- Glomera inconspicua  J.J.Sm. (1935)
- Glomera inflata  (Schltr.) J.J.Sm. (1934)
- Glomera jabiensis  J.J.Sm. (1915)
- Glomera kaniensis  Schltr. (1912)
- Glomera kanke  P.Royen (1979)
- Glomera keytsiana  J.J.Sm. (1913)
- Glomera lancipetala  J.J.Sm. (1928)
- Glomera latilinguis  J.J.Sm. (1910)
- Glomera latipetala  (Schltr.) J.J.Sm. (1912)
- Glomera ledermannii  (Schltr.) J.J.Sm. (1934)
- Glomera leucomela  (Schltr.) J.J.Sm. (1912)
- Glomera longa  (Schltr.) J.J.Sm. (1912)
- Glomera longicaulis  J.J.Sm. (1915)
- Glomera macdonaldii  (Schltr.) Ames (1933)
- Glomera macrantha  J.J.Sm. (1912)
- Glomera macrophylla  Schltr. (1922)
- Glomera manicata  J.J.Sm. (1910)
- Glomera mayuensis
- Glomera melanocaulon  Schltr. (1912)
- Glomera merrillii  Ames 1914)
- Glomera microphylla  J.J.Sm. (1914)
- Glomera minutigibba  J.J.Sm. (1929)
- Glomera montana  Rchb.f. (1876)
- Glomera myrtillus  (Schltr.) Schuit. & de Vogel (2003)
- Glomera nana  (Schltr.) J.J.Sm. (1912)
- Glomera neohibernica  Schltr. (1905)
- Glomera nigrilimbata  P.Royen (1979)
- Glomera obovata  (Schltr.) J.J.Sm. (1912)
- Glomera obtusa  Schltr. (1912)
- Glomera oligantha  Schltr. (1919)
- Glomera palustris  J.J.Sm. (1911)
- Glomera papuana
- Glomera parviflora  J.J.Sm. (1912)
- Glomera patens  Schltr. (1922)
- Glomera pensilis  (Schltr.) J.J.Sm. (1912)
- Glomera pilifera  (Schltr.) J.J.Sm. (1908)
- Glomera platypetala  Schltr. (1912)
- Glomera pleiotricha  J.J.Sm. (1929)
- Glomera plumosa  J.J.Sm. (1928)
- Glomera polychaete  (Schltr.) J.J.Sm. (1912)
- Glomera pseudomonanthos  Ormerod (2005)
- Glomera pteropetala  (Schltr.) J.J.Sm. (1934)
- Glomera pullei  J.J.Sm. (1914)
- Glomera pumilio  J.J.Sm. (1928)
- Glomera pungens  (Schltr.) J.J.Sm. (1912)
- Glomera retusa  J.J.Sm. (1910)
- Glomera retusimentum  J.J.Sm. (1935)
- Glomera rhombea  J.J.Sm. (1911)
- Glomera rigidula  J.J.Sm. (1912)
- Glomera rubroviridis  J.J.Sm. (1914)
- Glomera saccosepala  J.J.Sm. (1911)
- Glomera salicornioides  J.J.Sm. (1914)
- Glomera salmonea  J.J.Sm. (1914)
- Glomera scandens  J.J.Sm. (1911)
- Glomera schlechteriana  Mansf. (1929)
- Glomera schultzei  Schltr. (1922)
- Glomera secunda  J.J.Sm. (1928)
- Glomera sepalosiphon  Schuit. & de Vogel (2003)
- Glomera similis  J.J.Sm. (1917)
- Glomera sororia  J.J.Sm. (1917)
- Glomera squamulosa  (Schltr.) J.J.Sm. (1908)
- Glomera stenocentron  (Schltr.) J.J.Sm. (1912)
- Glomera subeciliata  J.J.Sm. (1929)
- Glomera sublaevis  J.J.Sm. (1912)
- Glomera subpetiolata  Schltr. (1912)
- Glomera subracemosa  J.J.Sm. (1910)
- Glomera subulata  (Schltr.) J.J.Sm. (1912)
- Glomera subuliformis  J.J.Sm. (1910)
- Glomera tamiana  J.J.Sm. (1934)
- Glomera tenuis  (Rolfe) J.J.Sm. (1913)
- Glomera terrestris  J.J.Sm. (1911)
- Glomera torricellensis  Schltr. (1905
- Glomera transitoria  J.J.Sm. (1913)
- Glomera triangularis  J.J.Sm. (1911)
- Glomera uniflora  J.J.Sm. (1908)
- Glomera verrucifera  Schltr. (1912)
- Glomera verrucosissima  (Schltr.) J.J.Sm. (1934)
- Glomera verruculosa  (Schltr.) J.J.Sm. (1912)
- Glomera versteegii  J.J.Sm. (1914)
- Glomera viridis  (Schltr.) J.J.Sm. (1912)